# My Friend Dahmer
Il mio amico Dahmer - Le origini di un mostro è un film del 2017 diretto da Marc Myers.
Il soggetto è tratto dal graphic-novel biografico My Friend Dahmer del fumettista John Backderf, a sua volta ispirato all'adolescenza di Backderf, che fu compagno di scuola del serial killer Jeffrey Dahmer.
Il film è stato presentato al Tribeca Film Festival.

## Trama
1974, Bath, Ohio: Jeffrey Dahmer è al primo anno di liceo e vive con i suoi genitori, Lionel e Joyce, e il fratello minore, Dave. Jeffrey è ossessionato da un uomo che vede fare jogging ogni mattino. Come hobby, Jeffrey raccoglie animali morti che dissolve fino alle ossa usando sostanze chimiche sottratte al padre chimico. Questo hobby è stimolato dal suo interesse ossessivo di capire come gli animali siano "messi insieme".
Nel 1978, Lionel scopre e butta via la collezione di ossa di Jeffrey e gli ordina di fare amicizia a scuola. A scuola, Jeffrey imita gli spasmi e i versi di un decoratore ingaggiato dalla madre (che soffre di paralisi cerebrale), si rovescia lo zaino addosso e scuotendosi per terra, attirando l'attenzione dell'aspirante artista John "Derf" Backderf e dei suoi amici. Jeffrey ispira Derf a disegnarlo in varie situazioni; disegni che sarebbero poi stati incorporati nel romanzo grafico di Derf "My Friend Dahmer". Derf e i suoi amici formano il "Dahmer Fan Club", usando Jeffrey per una varietà di scherzi come farlo apparire di nascosto in ogni foto dei club scolastici nell'annuario e per farsi strada a un incontro con l'allora vicepresidente Walter Mondale durante una gita scolastica a Washington, DC.
Nel frattempo la madre Joyce, afflitta da una forma grave di depressione, continua a peggiorare, portando a conflitti e litigi più aspri tra lei e Lionel. Per la frustrazione, Jeffrey inizia ad abusare di superalcolici e ad uccidere gli animali da solo.
Il corridore di cui Jeffrey è ossessionato risulta essere il Dr. Matthews, il medico di uno degli amici di Derf. Jeffrey simula un raffreddore in modo da poter prendere un appuntamento con lui e farsi esaminare nudo. Il dottor Matthews si sente a disagio durante l'esame dell'ernia quando nota che Jeffrey ha un'erezione. Quando Jeffrey torna a casa, si ritira nella sua stanza e si masturba. La notte seguente, Jeffrey sogna di essere con il cadavere del Dr. Matthews. Comincia a perseguitare il dottor Matthews con una mazza da baseball, senza riuscire ad attaccarlo.
Il padre di Jeffrey si trasferisce mentre Jeffrey è via durante una gita con la scuola. Dopo il viaggio, Jeffrey fa alcuni tentativi per rimanere in contatto con i suoi amici come portare una ragazza al ballo scolastico, ma alla fine si allontana dalla sua cerchia di amicizie. Dopo il diploma di Jeffrey, Lionel consegna al ragazzo le chiavi della macchina di famiglia, una Volkswagen Beetle che userà in seguito per commettere il suo primo omicidio. All'insaputa del padre Lionel, Joyce lascia l'Ohio per andare a vivere con i parenti nel Wisconsin, portando Dave con sé e lasciando Jeffrey completamente solo.
Quella sera, Derf vede Jeffrey che cammina da solo per strada, con del sangue sotto le unghie. Derf offre un passaggio a Jeffrey, che gli racconta come ora viva da solo senza piani per il futuro. Derf gli dice che partirà per il college il giorno seguente e gli offre i suoi disegni con Jeffrey come soggetto, ma quest'ultimo rifiuta. Jeffrey invita Derf a bere una birra, ma egli rifiuta. Mentre Derf torna alla sua auto, Jeffrey prende una mazza da baseball ma senza colpirlo. Mentre Derf sale in macchina e torna a casa, nota la mazza.
Jeffrey non ha mai più avuto contatti con i suoi amici del liceo. Il mattino seguente, mentre sta girando in macchina, Jeffrey carica l'autostoppista Steven Hicks appena uscito da un concerto. I titoli di coda sottolineano che Hicks non fu mai più visto e che Jeffrey Dahmer, dopo il suo arresto, ammise di aver ucciso 17 uomini.

## Produzione

### Cast
Per il ruolo del protagonista, il giovane Dahmer, nel 2016 è stato ingaggiato Ross Lynch, mentre, per quanto riguarda il resto del cast, in seguito sono stati aggiunti Alex Wolff (come John Backderf), Vincent Kartheiser e Anne Heche (come la madre di Dahmer).

### Riprese
Le riprese del film si sono svolte tra Bath e Middleburg Heights, in Ohio: in particolare le scene interne alla casa del protagonista da adolescente hanno avuto luogo nella reale casa d'infanzia di Dahmer in Ohio.

## Distribuzione
Il film, dopo la sua anteprima al Tribeca Film Festival, a New York, è stato distribuito negli Stati Uniti il 3 novembre 2017, da Hulu.
In Italia arriva direttamente su Amazon Prime il 15 novembre 2024.

## Accoglienza

### Incassi
Negli Stati Uniti il film ha incassato 1,4 milioni di dollari, a fronte di un budget di 1,5 milioni.

### Critica
Il film è stato accolto positivamente dalla critica.
Sul sito web Rotten Tomatoes il film riceve l'86% delle recensioni professionali positive, con un voto medio di 8,5/10, basati su 105 critiche; mentre su Metacritic ottiene un punteggio medio di 68 su 100, basato su 25 critiche, indicando "recensioni generalmente positive".